# Murrayon pullari
Murrayon pullari är en djurart som tillhör fylumet trögkrypare, och som först beskrevs av Murray 1907.  Murrayon pullari ingår i släktet Murrayon och familjen Macrobiotidae. Inga underarter finns listade i Catalogue of Life.